# Hexachloropropène
L'hexachloropropène est un composé organochloré de formule semi-développée CCl3CCl=CCl2. Il s'agit du dérivé complètement chloré du propène.

## Synthèse
L'hexachloropropène peut être obtenu par déshydrohalogénation (déshydrochloration) du 1,1,1,2,2,3,3-heptachloropropane
avec un hydroxyde de métal alcalin comme l'hydroxyde de potassium dans une solution alcoolique.

## Utilisation
L'hexachloropropène est utilisé pour la préparation d'autres composés chimiques, par exemple le chlorure d'uranium(IV).